# القليين (مولاي عبد الكريم)
القليين هي إحدى مشيخات المملكة المغربية، تتبع جغرافيا لإقليم تاونات وإداريًا لمولاي عبد الكريم. يقدر عدد سكانها بـ 6810 نسمة حسب الإحصاء الرسمي للسكان والسكنى لسنة 2004.